# Ariccia
Pour les articles homonymes, voir Aricie et Aricia.
Ariccia est une commune italienne d'environ 18 600 habitants, située dans la ville métropolitaine de Rome Capitale, dans la région Latium, en Italie centrale.

## Géographie

### Communes limitrophes
Les communes voisies d'Ariccia sont : Albano Laziale, Aprilia (LT), Ardea, Genzano di Roma, Lanuvio, Nemi et Rocca di Papa.

## Histoire

### Période antique
La cité était appelée dans l'Antiquité Aricie (en latin Aricia), d'après le nom de la nymphe Aricie. Elle était la première ville qu'on trouvait sur la voie Appienne. La fondation de la cité serait l'œuvre d'un certain Archilocos roi des Sicules, selon une information incertaine rapportée par Caius Julius Solinus. Les vestiges découverts dans la partie haute de la ville, dont une muraille en blocs de pépérin, témoignent d'un centre remontant au VIIIe  ou  VIIe siècle av. J.-C..
Aux environs était un bois (aussi appelé Nemus, nom qui est resté au lac de Némi) où Égérie apparaissait au roi Numa Pompilius. C'est également dans ce bois que se trouvait le sanctuaire fédéral de Diane Aricine (ou Diana Nemorense). Strabon et Ovide rapportent une tradition qui rapproche Diane Aricine d'Artémis Tauropole : le sacerdoce du temple d'Aricie s'obtenait en tuant le prêtre en exercice, dit « roi d'Aricie » (Rex nemorensis). Ce prêtre devait donc toujours rester en armes, prêt à se défendre contre toutes les surprises, si bien que la brutalité de cette épreuve a progressivement provoqué sa désertion, les détenteurs du sacerdoce n'étant plus que des esclaves prêts à risquer leur vie pour leur propre sauvegarde. Le culte de Diane Aricine était associé à celui de Virbius. La cité fit partie de la Ligue latine et son territoire comprenait aussi le lac de Nemi avec les actuelles communes de Nemi, Genzano di Roma et une partie de la commune d'Albano. 
Sous ses murs se livra la bataille d'Aricie rapportée par Tite-Live. Elle opposa entre 508 et 506 av. J.-C. les Ariciniens et leurs alliés Cumains aux Étrusques commandés par Aruns fils de Porsenna. Après la conquête romaine au début du IVe siècle av. J.-C., la cité prend le statut de municipe et s'étend dans la vallée. Proche de la via Appia, elle devient la première statio de la poste à partir de Rome, dont la proximité et la beauté des lieux favorisèrent la construction de nombreuses villae, dont il existe des vestiges dans la campagne environnante.

### Période médiévale et moderne

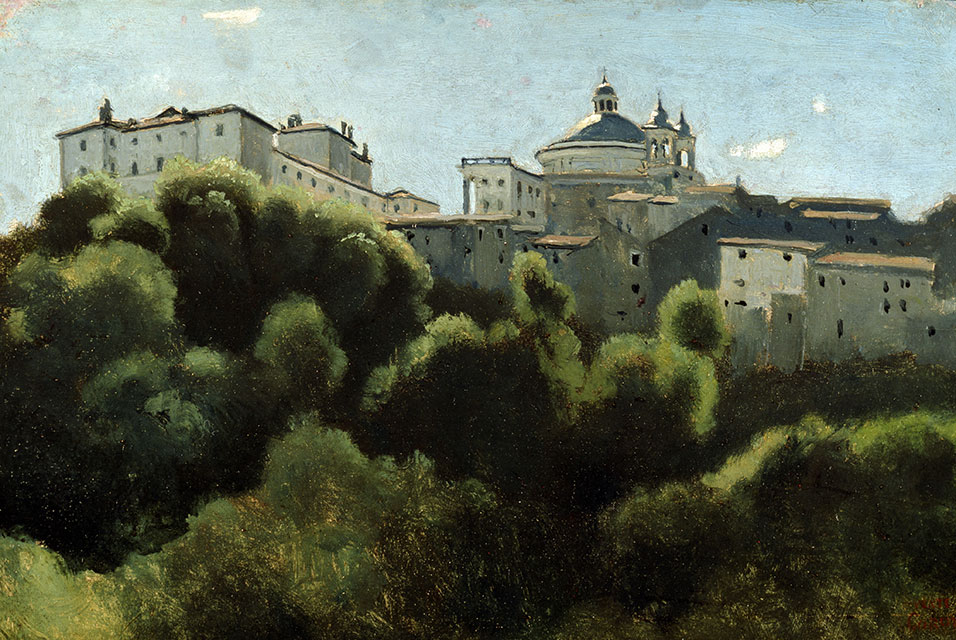
Ariccia avec le Palazzo Chigi
Camille Corot, 1826-1827
Musée Langmatt, Baden

En 1661, la cité fut attribuée à la famille Chigi qui y fit construire le palais Chigi qui domine encore aujourd’hui la place principale. Le pape Alexandre VII, membre de la famille Chigi, habita longtemps la cité et la transforma radicalement avec l'aide de Gian Lorenzo Bernini qui réalise la place et la collégiale Santa Maria Assunta qui se trouve en face du palais.

## Démographie
Habitants recensés

## Administration
| Période                                  | Période      | Identité             | Étiquette | Qualité                |
| ---------------------------------------- | ------------ | -------------------- | --------- | ---------------------- |
| mai 2001                                 | juillet 2005 | Vittorioso Frappelli |           |                        |
| juillet 2005                             | En cours     |                      |           | Comissario Prefettizio |
| Les données manquantes sont à compléter. |              |                      |           |                        |

## Culture et patrimoine

### Culture
La porchetta est une recette culinaire à base de porc rôti, traditionnelle de la ville.

### Monuments
- Le Pont d'Ariccia, viaduc monumental sur la via Appia.
- Le palais Chigi construit à la fin du XVIe siècle et rénové sous la direction du Bernin et de Carlo Fontana entre 1661 et 1672.
- La Collégiale Santa Maria Assunta construite sur les plans du Bernin en 1664-1665.
- L'église San Nicola di Bari déconsacrée en 2008 puis transformée en théâtre municipal.
- L'église Santa Maria di Galloro.

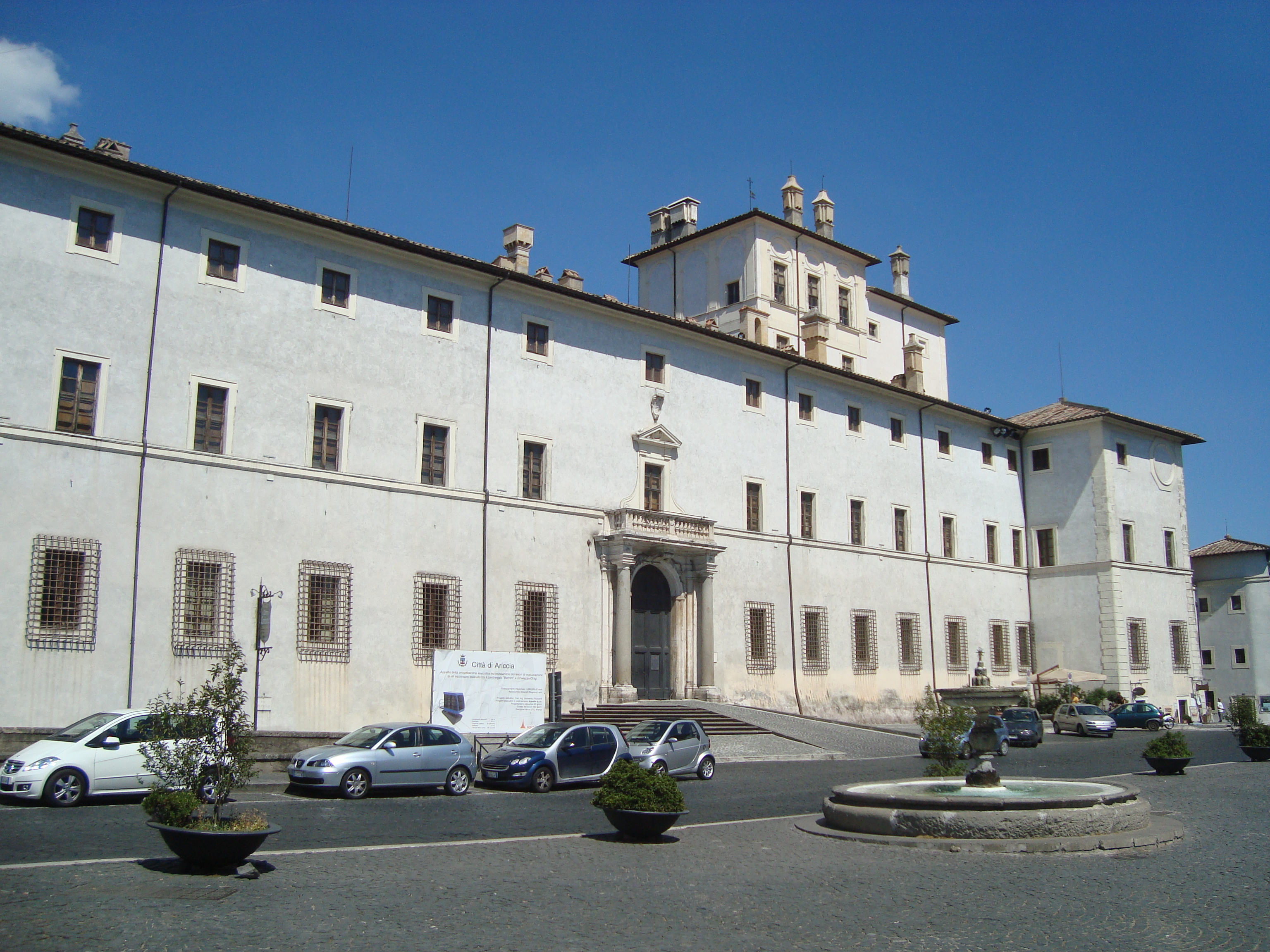
Le palais Chigi.
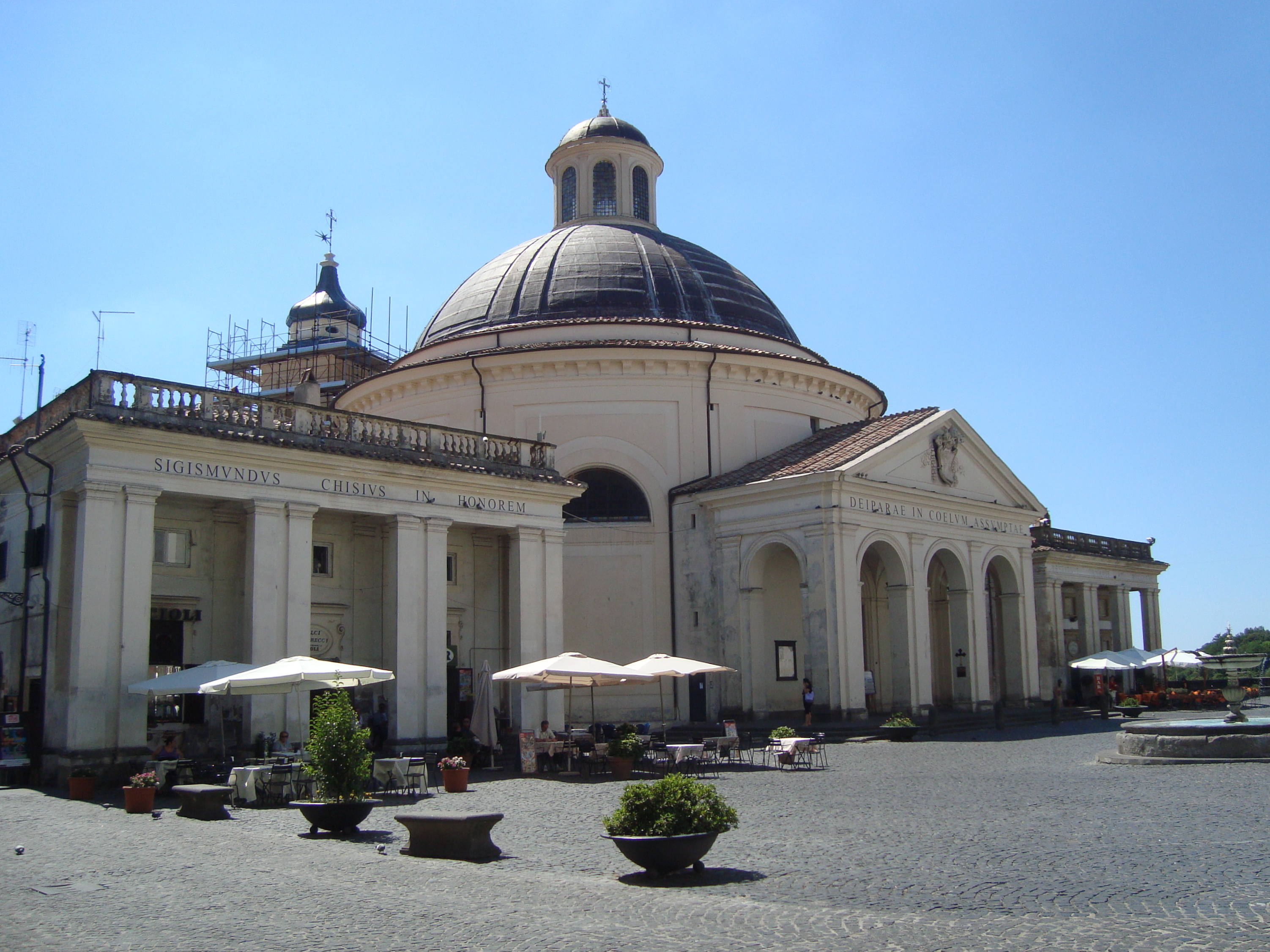
La Collégiale Santa Maria Assunta.
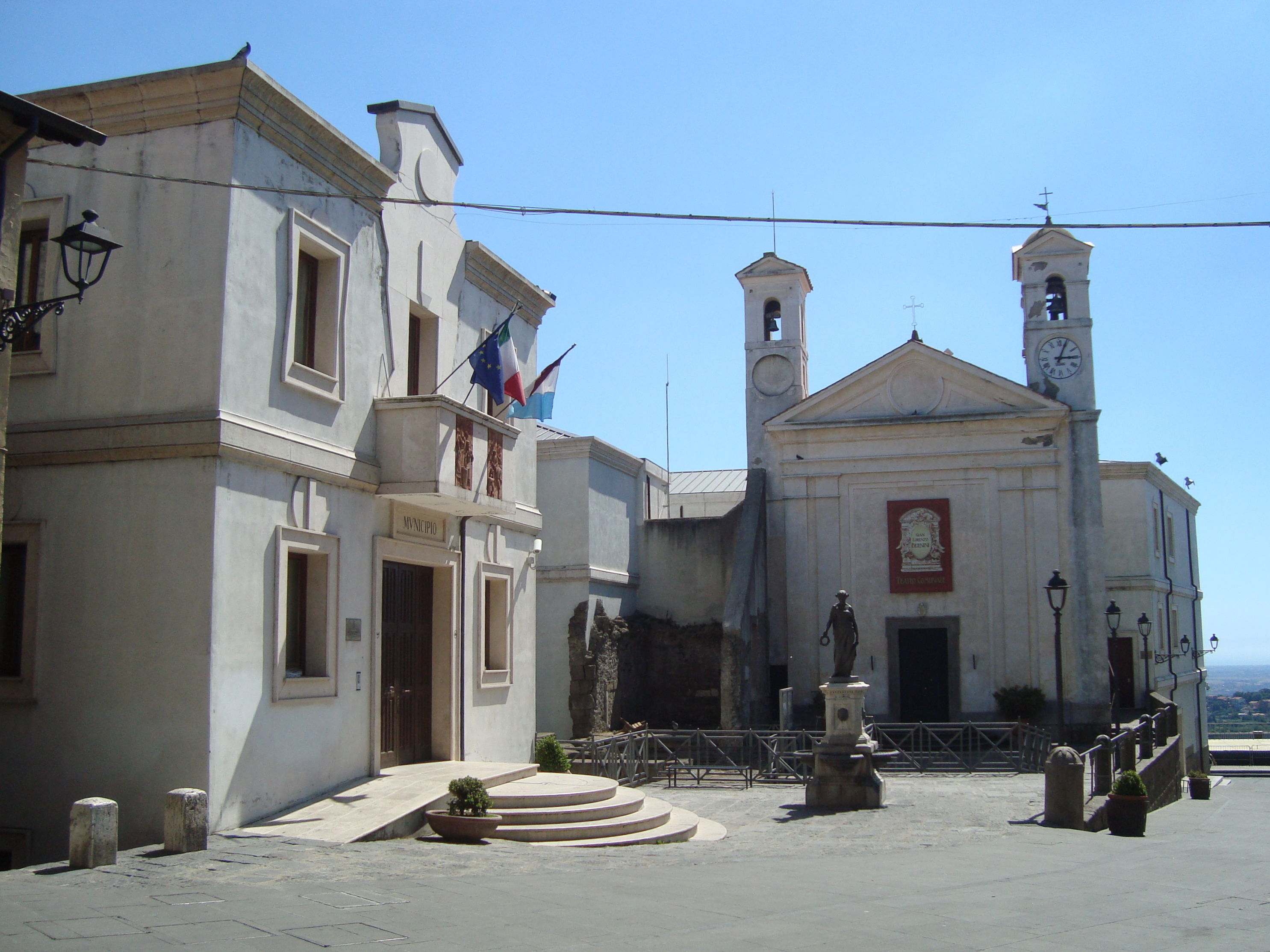
L'église San Nicola di Bari (au fond) et la mairie de la ville (gauche).
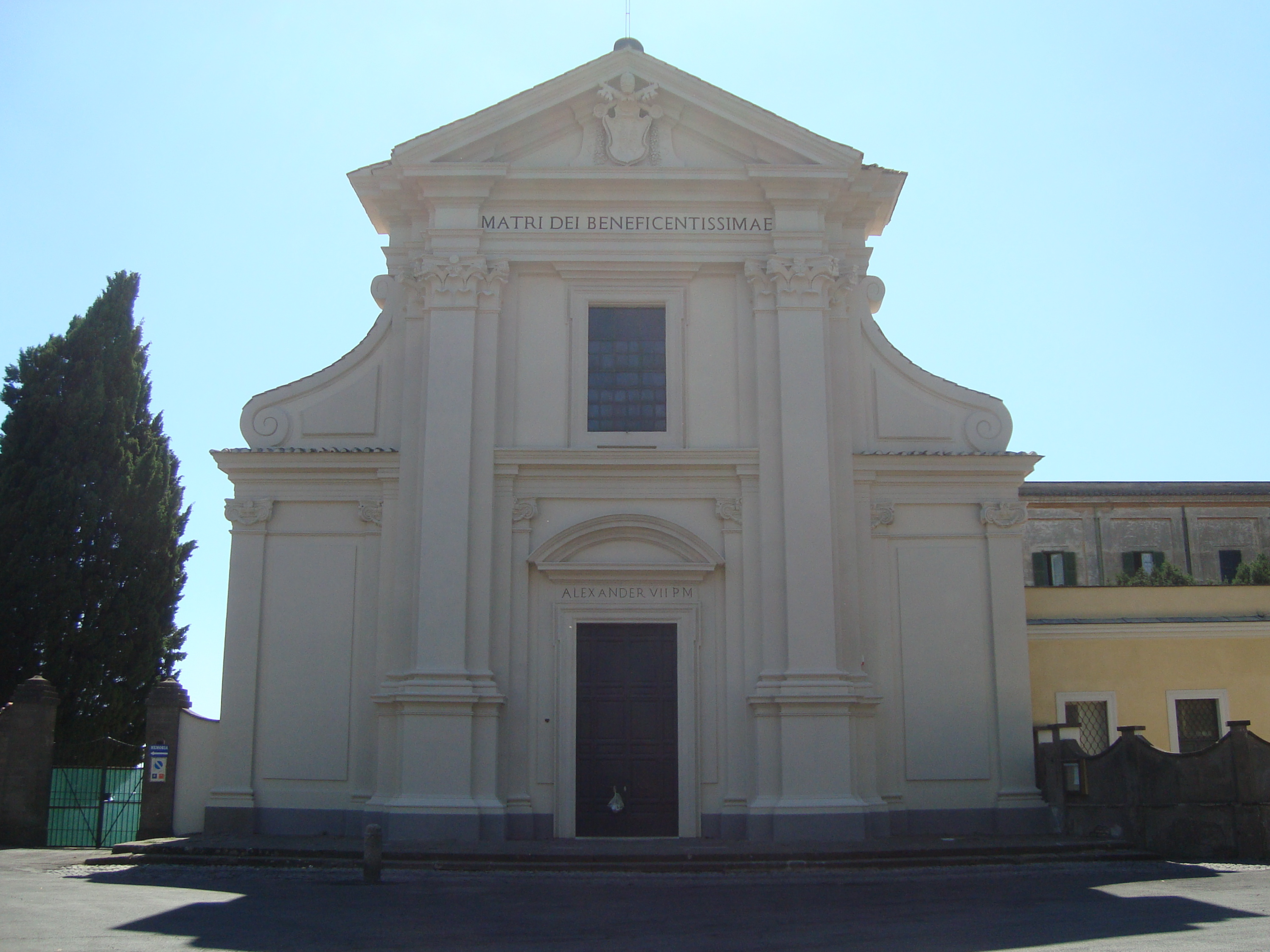
L'église Santa Maria di Galloro.

Des statues en terre cuite, d'une hauteur d'environ un mètre, ont été découvertes dans le sanctuaire d'Aricia. Elles sont désormais exposées au Musée des Thermes de Dioclétien à Rome.

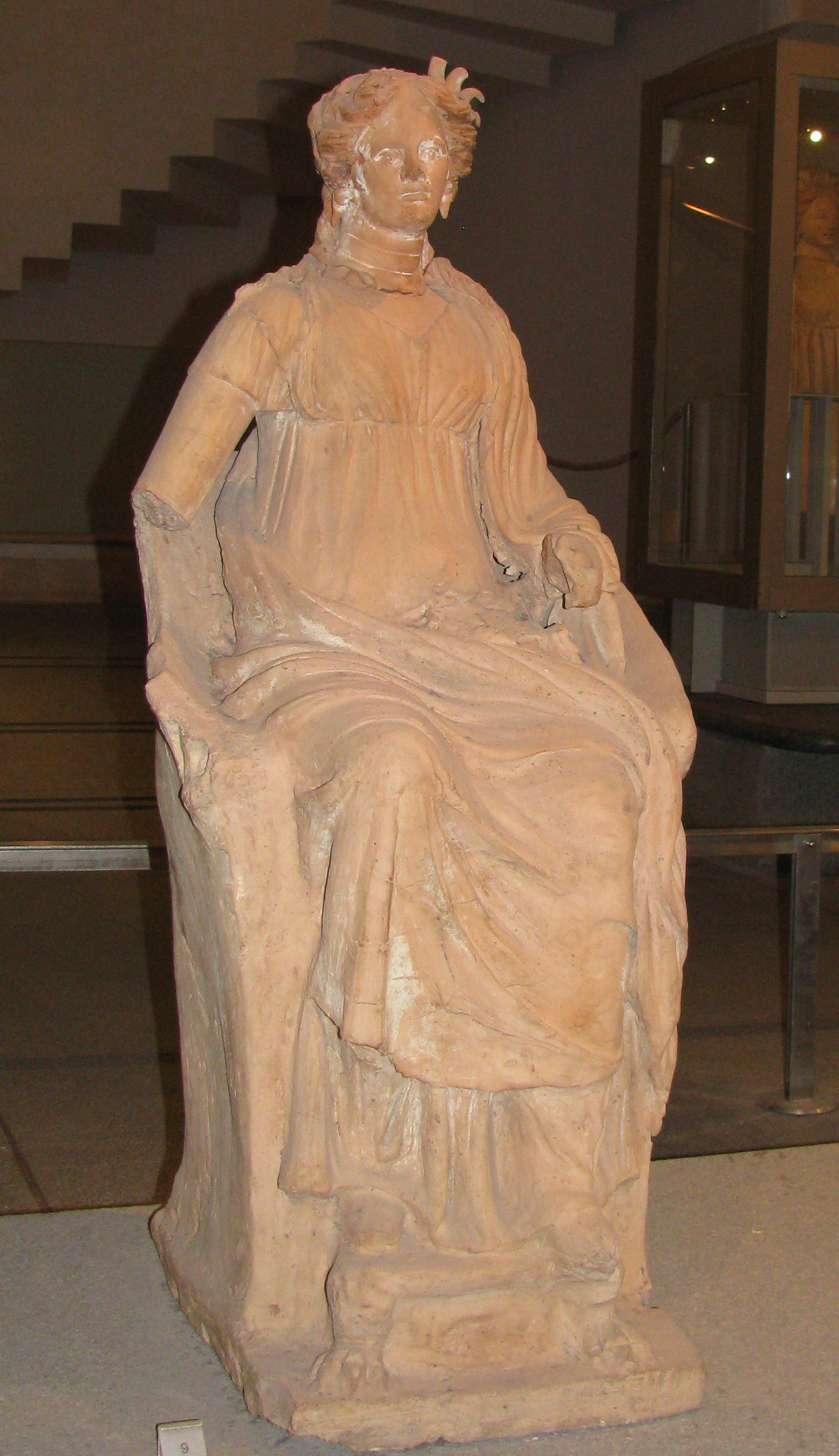
Demeter.
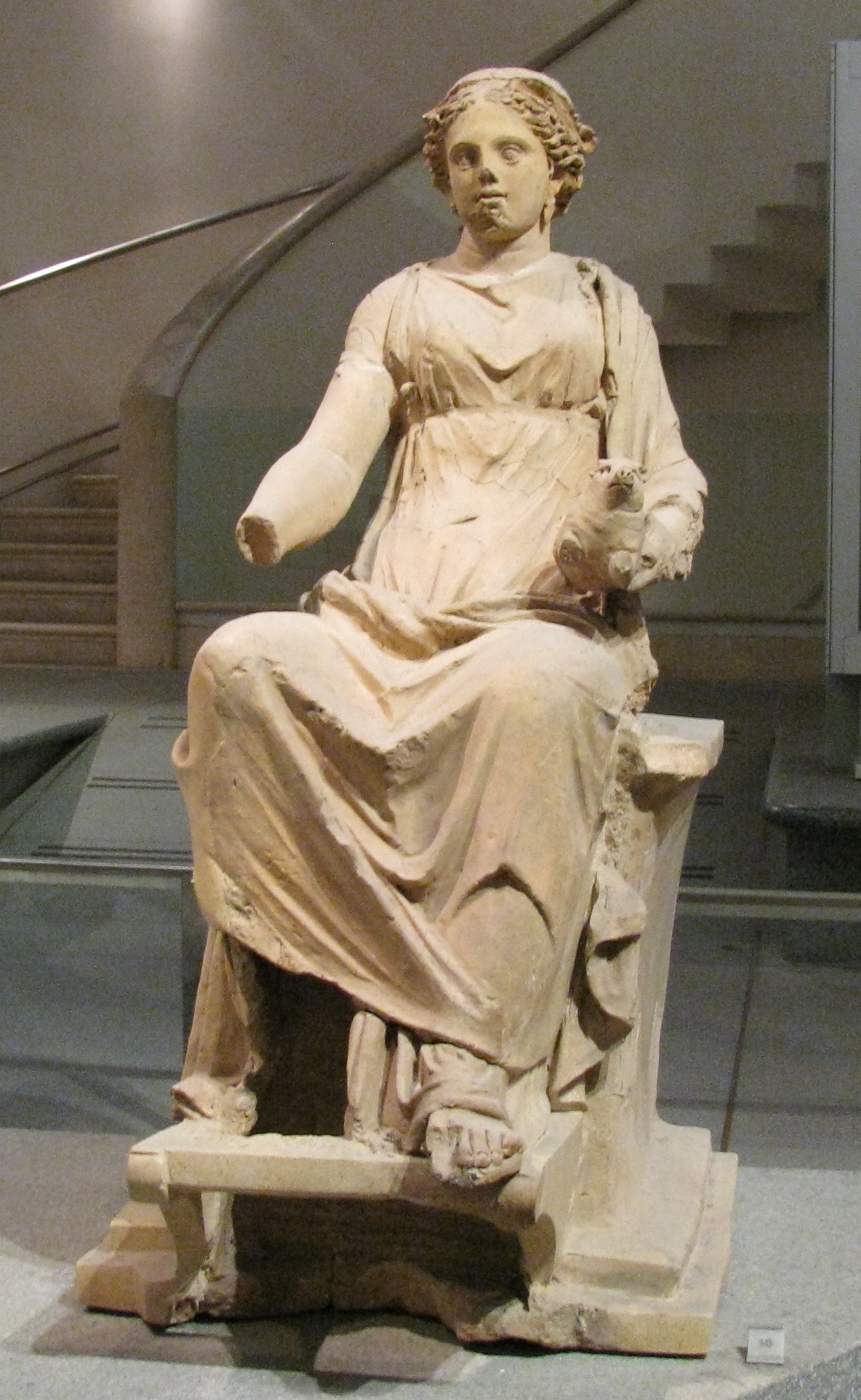
Demeter tenant un porcelet reçu en offrande.
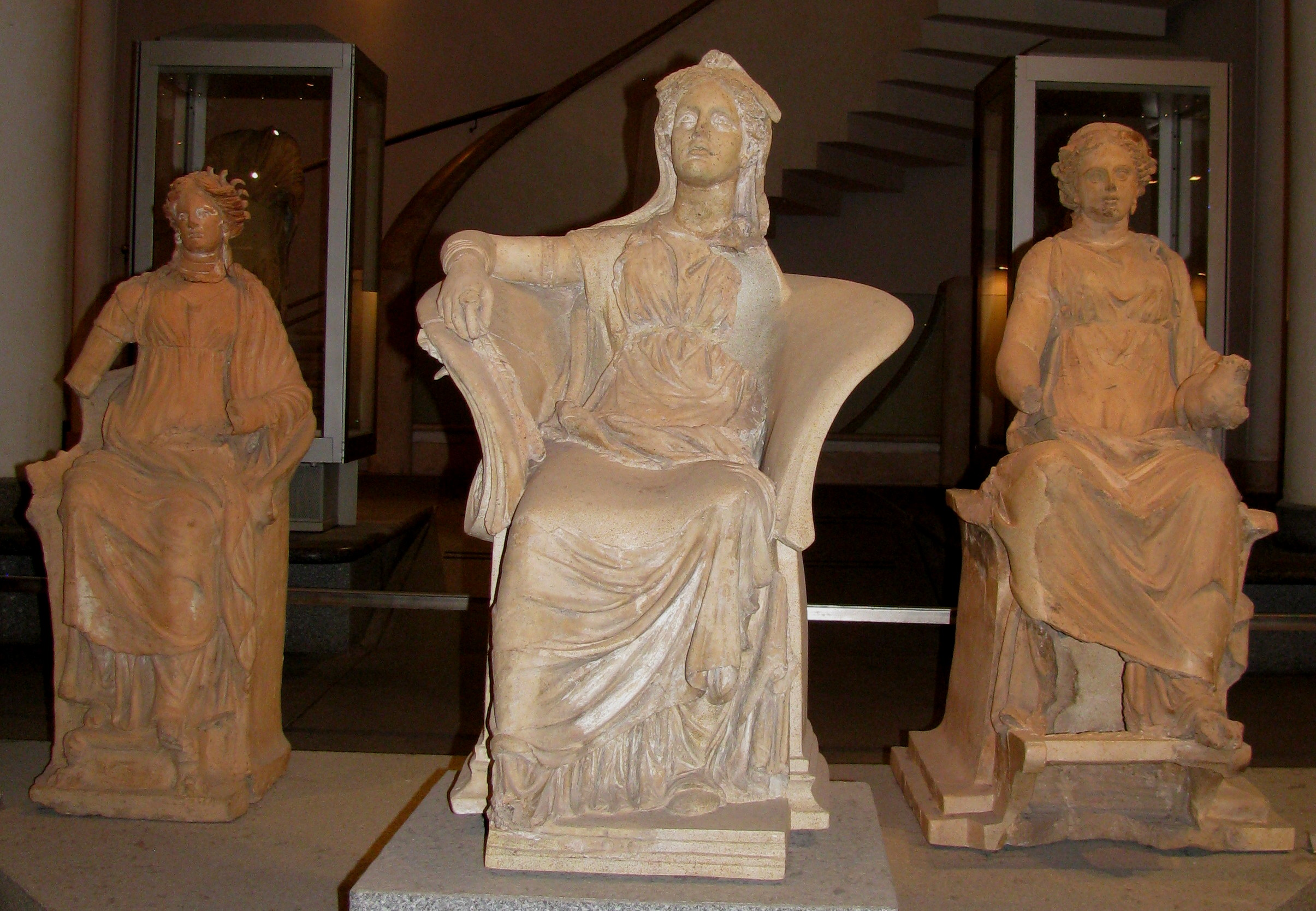
Femme, probablement une donatrice, assise dans un fauteuil.

### Ariccia dans les arts
Les intérieurs du film Le Guépard de Luchino Visconti furent tournés à l'intérieur du palais Chigi.